# Adolph Broennenberg
Adolph Carl August Broennenberg (auch: Adolf Brönnenberg; bzw. Ad. v. Brönnenberg oder Adolf v. Brönnenberg, Ritter; geboren 1801; gestorben 1884) war ein deutscher Jurist, Historiker und Herausgeber.

## Geschichte
Broennenberg gab ab Beginn der Industrialisierung des Königreichs Hannover von 1833 bis 1844 die Zeitschrift Vaterländisches Archiv für Wissenschaft, Kunst, Industrie und Agrikultur  heraus und verfasste zahlreiche regionalgeschichtliche Publikationen. Zusammen mit Julius Reichsfreiherr Grote gab er 1844 im Vaterländischen Archiv das Hannoversche Stadtrecht heraus, urkundliche Beiträge zur Staats- und Rechtsgeschichte der Stadt Hannover. Dann gaben sie die im Archiv der Stadt Hannover aufbewahrte alte Handschrift erstmals vollständig und mit Anmerkungen versehen, zum Druck. 1896 befand sich eine Edition von 1852 in der Bibliothek des Deutschen Reichstags.
1832 ist er als Doctor des Rechts, königlich großbritisch hannoverscher Obersteuer-Secretär und Mitglied mehrerer gelehrter Gesellschaften bekannt. 1831, 1834 und 1838 ist er als königlich hannoverscher Ober-Steuer-Secretair belegt.
Als Stadt- und Landeshistoriker war er unter anderem Impulsgeber zur Gründung des späteren Historischen Vereins für Niedersachsen.
1842 war Broennenberg Steuerdirektor bei der königlich hannoverschen Generaldirektion für indirekte Steuern. 1844 wurde „dem Steuer-Director Brönnenberg [...] die Direction der indirecten Steuern übertragen.“
Die Steuerdirektion zu Verden, deren langjähriger Chef Broennenberg darauf folgend war (belegt 1846 bis 1863), war zuständig für die königlich hannoverschen Herzogtümer Bremen und Verden, das Land Hadeln und die Grafschaften Hoya und Diepholz.
Der promovierte königlich hannoversche Steuerdirektor zu Verden war Ehrenmitglied der historischen Vereine zu Altenburg, München und Münster, sowie Ritter des Guelphen-Ordens. Der Journalist und Autor Adolph Görling widmete sein zweibändiges Werk Geschichte der Malerei in ihren Hauptepochen dargestellt, Adolph Broennenberg, „seinem Führer auf dem Felde der Archäologie“.

## Schriften (Auswahl)
- Die Stadt Hannover und ihre nächste Umgegend. Ein chorographisches Fragment. Entworfen, als Zugabe zu dem, in der Hornemannschen Hofkunsthandlung erschienenen Plane der Stadt Hannover [von August Papen], Hannover: Jänecke, 1831
- Urkundliche Beiträge zur Staats- und Rechts-Geschichte der Stadt Hannover. Besonderer Abdruck aus dem Vaterländischen Archive, Hannover: in der Hahn’schen Hofbuchhandlung, 1842; Digitalisat über das Münchener Digitalisierungszentrum
- Sammlung zur hannoverisch-braunschweigischen Landesgeschichte,
  - Band 1, Verden: im Verlag der F. Tressan’schen Buchhandlung, 1854; Digitalisat
  - Band 2, 1863
  - Band 3, 1871
- Julius Grote zu Schauen, Adolph Broennenberg: Das Hanöverische Stadtrecht. Aus der im Archive der Stadt Hannover aufbewahrten alten Handschrift zum ersten Male vollständig zum Drucke befördert und mit Anmerkungen versehen, von Julius Reichsfreiherrn Grote zu Schauen und Steuerdirector Dr. juris Broennenberg in Verden, Hannover: In der Hahn’schen Hofbuchhandlung. 1846; Digitalisat über die Staatsbibliothek Berlin

## Archivalien
Archivalien von und über Adolph Broennenberg finden sich beispielsweise
- im Stadtarchiv Hannover als Nachlass aus der Zeit um 1840 zu den Themen Korrespondenz und familiäre Angelegenheiten[14]